# Sylvain Van de Weyer

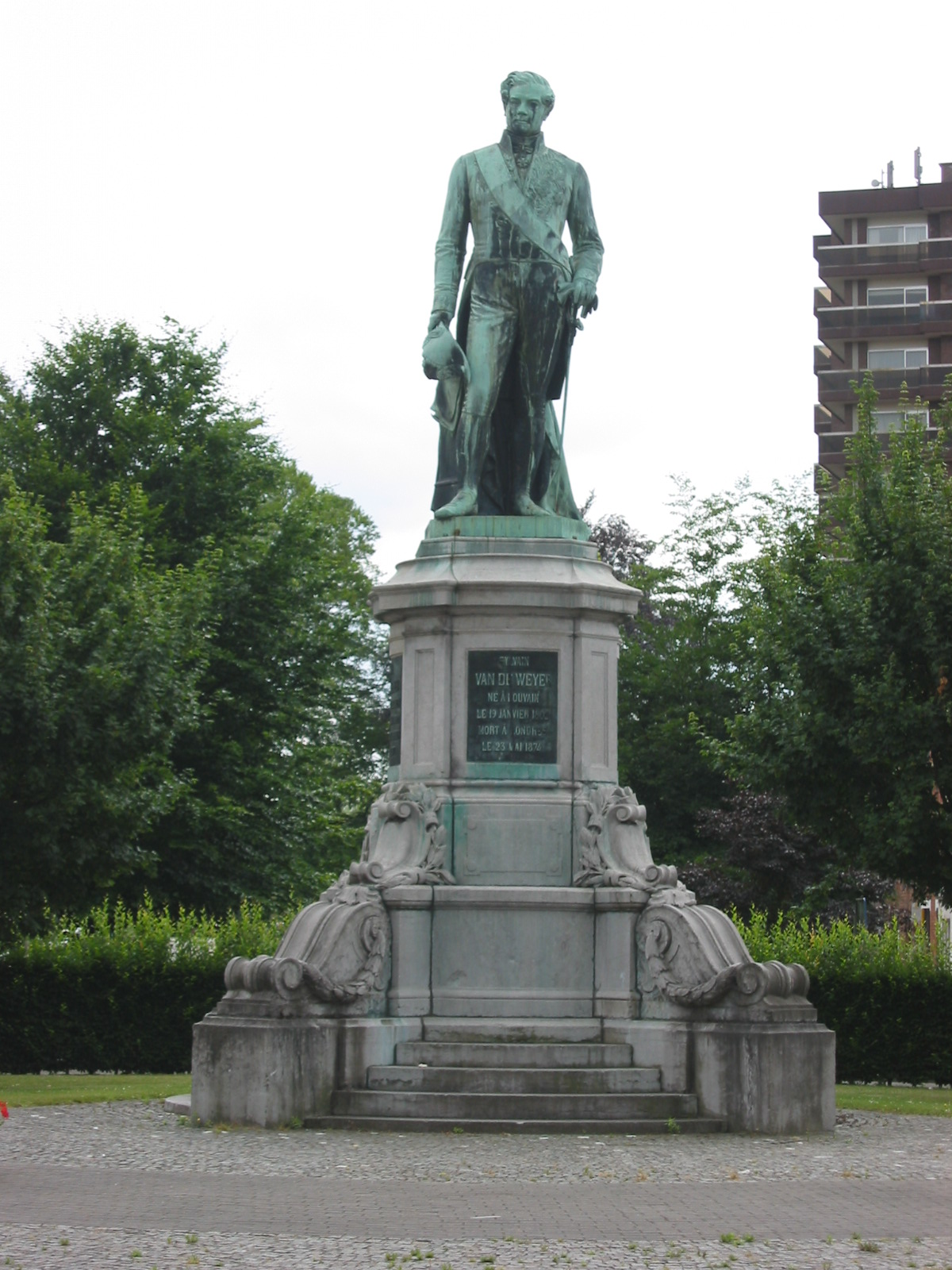
Van de Weyer szobra Leuvenben

Jean-Sylvain Van de Weyer (1802. január 19. – 1874. május 23.) belga politikus és államférfi volt, Belgium miniszterelnöke 1845 és 1846 között.

## Élete
1802-ben Leuvenben született, de a Van de Weyer család 1811-ben Amszterdamba költözött. Csak akkor tértek vissza, amikor Sylvain apját, Josse-Alexandre van de Weyert (1769 - 1838) kinevezték Leuven rendőrfőnökévé. Jean-Sylvain 1819-ben a Leuveni Katolikus Egyetemen kezdte tanulmányait és 1823-ban Brüsszelben nyitotta meg ügyvédi irodáját. Hamarosan a hatóságok által beperelt újságok és újságírók rendszeres védője lett, akik a Belgiumot akkoriban magában foglaló Egyesült Holland Királyság kormánya ellen lázítottak.
Az 1830. augusztusi forradalom kitörésekor van de Weyer Leuvenben tartózkodott, de Brüsszelbe sietett és tagja lett a felkelők által szervezett ideiglenes kormánynak. Segített a brüsszeliek követeléseit megfogalmazni, tanácsokat adott a felkelőknek és 1831. augusztus 31-én találkozott Vilmos koronaherceggel (a későbbi II. Vilmos holland király) és Frederik herceggel Vilvoorde-ban.
Mivel nagyon jól beszélt angolul (egyik személyes ismerőse tanította), hamarosan külügyi posztra került, Albert Joseph Goblet d’Alviella első kormányában külügyminiszteri posztot töltött be. I. Lipót belga király őt nevezte ki személyes képviselőjének a St. James's Palace-ba (akkoriban az angol uralkodók székhelye, gyakorlatilag Belgium nagykövete lett).
1845. július 30-án alakította meg katolikus és liberális politikusokból álló kormányát, amely azonban a két párt közötti ellentétek miatt csak rövid ideig, 1846. március 31-éig volt hatalmon. 1863-ban államminiszterré nevezték ki. 1848-tól haláláig a London Library egyik alelnöke volt.
Rövid idővel 1874. június 8-án bekövetkezett halála után Leuven városa elhatározta, hogy szobrot állít van de Weyer-nek. A döntés meglehetősen ellentmondásos volt, mivel ez lett volna az első köztéri szobor és van de Weyer ekkor már 50 éve nem lakott a városban, ráadásul angol állampolgár volt és a városnak voltak más, szintén híres szülöttei is, mint pl. Quentin Matsys festő vagy VI. Adorján pápa.
A szobor elkészítéséhez közadakozásból gyűjtötték össze a forrásokat és végül 1876. október 1-jén a királyi család jelenlétében avatták fel a Stationsplein téren. 1879. február 20-án azonban egyetemi diákok festékkel összekenték a szobrot, a festék eltávolítására kihívott tűzoltók kudarcot vallottak és a szobrot le kellett sikálni. Az első világháborút követően, 1921-ben a szobrot új helyre, a Ladeuzeplein térre helyezték át. 1988-ban ezen a helyen egy föld alatti parkolót kezdtek építeni, de a födém nem bírta el a szobor és a talapzat együttes súlyát és ismét lebontották. Egy ideig szétszerelt állapotban a St. Donatuspark-ban hevert, jelenleg a Kapucijnenvoer-en áll.

### Családja
Felesége Elizabeth Bates, a Barings Bank egyik igazgatójának, Joshua Bates-nek a lánya. Egyik unokájuk, Sylvia Brett volt Sarawak utolsó maharadzsájának felesége volt.

### A van de Weyer-kormány tagjai
| Miniszteri poszt        | Név                    | árt          |
| ----------------------- | ---------------------- | ------------ |
| Külügyminiszter         | Adolphe Dechamps       | Katolikus    |
| Belügyminiszter         | Sylvain Van de Weyer   | Katolikus    |
| Igazságügyminiszter     | Jules Joseph d'Anethan | Katolikus    |
| Pénzügyminiszter        | Jules Malou            | Katolikus    |
| Közmunkaügyi miniszter  | Constant d'Hoffschmidt | Liberális    |
| Hadügyminiszter         | Pierre Dupont          | pártonkívüli |
| Tárca nélküli miniszter | Félix de Muelenaere    | Katolikus    |
| Tárca nélküli miniszter | Edouard d’Huart        | Liberális    |

## Fordítás
- Ez a szócikk részben vagy egészben  a   Sylvain van de Weyer című angol Wikipédia-szócikk fordításán alapul.  Az eredeti cikk szerkesztőit annak laptörténete sorolja fel. Ez a jelzés csupán a megfogalmazás eredetét és a szerzői jogokat jelzi, nem szolgál a cikkben szereplő információk forrásmegjelöléseként.